# Jaakko Blomberg
Jaakko Pekka Blomberg, född 26 april 1942 i Helsingfors, är en finländsk diplomat.
Blomberg blev politices licentiat 1971. Han var 1974–1978 byråchef vid utrikesministeriet och 1978–1982 ställföreträdande föreståndare för Finlands FN-representation i New York samt 1982–1988 ambassadör i Ottawa. Han var 1988–1992 avdelningschef vid utrikesministeriet och därefter understatssekreterare fram till 2001, då han utnämndes till ambassadör i Tallinn.
Blomberg var en av huvudarkitekterna bakom Finlands anslutning till EU 1995.

## Utmärkelser
- Kommendörstecknet av I klass av Finlands Vita Ros’ orden[1]
- Kommendör av 1. klass av Nordstjärneorden[1]
- Storofficer av Oranien-Nassauorden[1]
- Gränsbevakningsväsendets förtjänstkors[1]
- Förtjänstmedaljen för befolkningsskyddsarbete av 1. klass[1]
- Militärens förtjänstmedalj[1]
- Terra Mariana-korsets orden, första klass[2]
- Norska förtjänstordens storkors[1]
- Storkommendör av Ärans orden[1]
- Kommendörstecknet av I klass av Finlands Lejons orden[1]
- Storkorset av isländska falkorden[3]
- Storkors av Dannebrogorden[1]
- Terra Mariana-korsets orden, tredje graden[1]
- Kommendör av Sankt Mikaels och Sankt Georgsorden[1]
- Terra Mariana-korsets orden, första klass[4]

[Redigera Wikidata]